# Stanisław Grzywiński (poseł)
Stanisław Grzywiński (ur. 14 listopada 1902 w Płocku, zm. 25 października 1987) – poseł na Sejm PRL IV kadencji (1965–1969).

## Życiorys
Przed wybuchem I wojny światowej pobierał nauki w VIII Gimnazjum Męskim w Warszawie. W latach 1915–1918 wraz z rodziną ewakuował się do Moskwy, kontynuując naukę w przeniesionej na Wschód szkole średniej. Maturę uzyskał po powrocie do Polski w warszawskim Gimnazjum im. Kazimierza Nawrockiego, po czym pracował w Biurze Transportowym „Polonia”. Pracę w branży spedycyjno-portowej kontynuował do wybuchu II wojny światowej.
W 1939 uczestniczył w obronie Gdyni, w wyniku czego dostał się do niewoli (do 1945). Po zakończeniu wojny organizował i kierował biurem repatriacyjnym dla Polaków w Wentorfie. Od 1947 stał na czele działu morskiego szczecińskiego oddziału spółki „Hartwig”, był również głównym dyspozytorem portu miejskiego. Od 1962 pełnił obowiązki wicedyrektora ds. eksploatacyjnych zespołu portowego Szczecin-Świnoujście i Kołobrzeg. W 1965 został posłem na Sejm PRL IV kadencji z ramienia Stronnictwa Demokratycznego. Zasiadał w Komisjach Gospodarki Morskiej i Żeglugi oraz Handlu Zagranicznego.
Został pochowany na cmentarzu Centralnym w Szczecinie.

## Odznaczenia
- Złoty Krzyż Zasługi
- Srebrny Krzyż Zasługi
- Odznaka 1000-lecia Państwa Polskiego (1966)[3]
- Złota Odznaka Honorowa Gryfa Pomorskiego
- Srebrna Odznaka Honorowa Gryfa Pomorskiego
- Złota Odznaka honorowa „Zasłużony Pracownik Morza”